# 2016 en Colombie
Cet article présente les faits marquants de l'année 2016 en Colombie.

## Évènements
- 23 juin : cessez-le-feu entre le gouvernement et les FARC dans le conflit armé colombien[1].
- 24 août : accord de paix conclu entre le gouvernement et les FARC[2].
- 26 septembre : signature de l'accord de paix entre le gouvernement et les FARC à Carthagène.
- 2 octobre : l'accord de paix entre le gouvernement et les FARC est rejeté par référendum .
- 28 novembre : le vol 2933 LaMia Airlines s'écrase avec 77 personnes à son bord.
- 30 novembre : la nouvelle version de l'accord de paix avec les FARC est ratifiée par le Congrès[3].